# Prunus argentea
Prunus argentea — вид квіткових рослин із підродини мигдалевих (Amygdaloideae).

## Біоморфологічна характеристика
Це колючий листопадний кущ чи невелике дерево; зазвичай виростає близько 250 см у висоту. 

## Поширення, екологія
Ареал: Іран, Ірак, Ліван, Сирія, азійська Туреччина.

## Використання
Рослина використовується в програмах селекції мигдалю. Вирощується як декоративна рослина в садах, особливо цінується за сріблясте листя. Плоди їдять сирими й приготовленими; м'якуш, імовірно, твердий і сухий, як у мигдалю (Prunus dulcis). Prunus argentea належить до первинного генофонду мигдалю (Prunus dulcis) і третинного генофонду персика (Prunus persica). Він має потенціал як донор генів для покращення врожаю.